# پایگاه هوایی بالاشوو
پایگاه هوایی بالاشوو (به انگلیسی: Balashov (air base)) یک فرودگاه نظامی است که یک باند فرود بتن دارد و طول باند آن ۲۰۰۰ متر است. این فرودگاه در کشور روسیه قرار دارد و در ارتفاع ۱۷۳ متری از سطح دریا واقع شده‌است.